# Tatiana Troyanos
Tatiana Troyanos (12. September 1938 in New York City – 21. August 1993 ebenda) war eine US-amerikanische Opernsängerin (Mezzosopran). Sie galt als Spezialistin für Hosenrollen und sang ab 1976 an der Metropolitan Opera, ihrem Stammhaus, 22 Hauptrollen in mehr als 270 Vorstellungen.

## Leben

### Familie und Ausbildung
Troyanos stammt aus einer Familie mit deutschen und griechischen Wurzeln, wuchs in Forest Hill in Queens auf und besuchte dort auch die High School. Ihre Eltern, die sich bereits früh scheiden ließen, hatten beide „schöne Stimmen“. Ihr Vater stammte aus Kefalonia und war Tenor, ihre Mutter kam aus Stuttgart und war von der Stimmlage Koloratursopran. Troyanos wuchs im Brooklyn Home for Children auf, wo sie Klavierunterricht bekam. Mit einem Stipendium kam sie an die Brooklyn Music School, sang in Schulchören und im All City Chorus. In einem der Chöre entdeckte ein Lehrer ihre Stimme und vermittelte sie an die Juilliard Preparatory School, wo sie ursprünglich im Stimmfach Alt ausgebildet wurde, welches sie nicht angemessen fand. Ihren Lebensunterhalt verdiente sie sich schließlich als Sekretärin bei Random House, ihre Abende verbrachte sie am Stehplatz der Met. An der Juilliard School fand sie schließlich ihren Lehrer Hans Heinz, den sie als essentiell für ihre Karriere ansah.

### Internationale Karriere
Mit einem Stipendium der Rockefeller-Stiftung wurde ihr eine Reise nach Europa ermöglicht. Seit ihrem Debüt als Suzuki in Madama Butterfly an der Hamburgischen Staatsoper im Jahr 1966 sang sie dort die nächsten 10 Jahre und entfaltete von dort aus ihre internationale Karriere. Im Jahr 1968 hatte sie ihr Debüt am Londoner Royal Opera House als Octavian im Rosenkavalier. In den 1970er Jahren gastierte sie dort in der Titelrolle von Carmen und 1985 als Romeo in Bellinis I Capuleti e i Montecchi. An der Wiener Staatsoper war sie zwischen 1967 und 1971 fünfmal als Komponist, 1980 viermal als Adalgisa und 1987 zweimal als Octavian zu hören. Als Adalgisa gastierte sie 1977 auch am Mailänder Teatro alla Scala, wo sie bereits 1970 bei einem Konzert mit Mahlers Liedern eines fahrenden Gesellen mit dem Orchester des Opernhauses unter dem Dirigat von Stanisław Skrowaczewski zu hören war und 1986 einen Liederabend gab. Bei den Salzburger Festspielen sang sie 1969 unter der Leitung von Karl Böhm den Octavian, von 1976 bis 1979 unter der Leitung von James Levine den Sesto und 1982 konzertant die Rolle der Jokaste in Strawinskys Oedipus Rex.

### An der Metropolitan Opera
Bereits 1967 war Troyanos im Rahmen eines Gastspiels der Hamburgischen Staatsoper erstmals an der Met aufgetreten, u. a. als Baba the Turk in Strawinskys The Rake’s Progress, und erhielt dafür hervorragende Kritiken. Ihr offizielles Debüt an der Met erfolgte, nachdem sie an zahlreichen wichtigen Opernbühnen in Europa und Nordamerika reüssiert hatte, im August 1976 als Octavian im Rosenkavalier. Speight Jenkins, später Direktor der Seattle Opera, damals Opernkritiker der New York Post, überschlug sich geradezu in einer Lobeshymne über den „erwärmenden lyrischen Mezzosopran, perfekt kontrolliert“, ernannte die Künstlerin zum „star of the show“ und zum „most aristocratic Octavian at the Met in years“. Der Octavian sollte ihre meist gesungene Rolle an der Met werden, mit insgesamt dreißig Aufführungen. Im selben Jahr übernahm sie die Rolle des Komponisten und sang die Titelrolle in Carmen sowie Amneris in Aida. Mit der Met verband sie in Folge bis zu ihrem Tod eine intensive Beziehung.
Von 1981 bis 1983 war Troyanos in allen drei Eröffnungspremieren prominent besetzt. „Typically enough“, bemerke James Levine als Dirigent aller drei Produktionen, „in drei verschiedenen musikalischen Stilrichtungen und in drei verschiedenen Sprachen.“ Sie sang 1981 die Adalgisa in Bellinis Norma (mit Renata Scotto in der Titelrolle), 1982 Octavian (mit Kiri Te Kanawa als Marschallin) und schließlich 1983 Königin Didon von Karthago in Berlioz’ Les Troyens (mit Jessye Norman und Plácido Domingo).
35 Live-Mitschnitte von Met-Radioübertragungen und acht Fernsehmitschnitte dokumentieren diese enge Zusammenarbeit – darunter wichtige Rollen, die sie nie im Studio gesungen hat, wie die Giulietta, Brangäne und Waltraute, oder die Gräfin Geschwitz. Restauriert sind diese Aufnahmen heute noch im Metropolitan Opera Radio, dem Satellitenradio der Met auf Sirius XM, zu hören oder können als Met Opera on Demand abgerufen werden. Ebenfalls existieren Mitschnitte der San Francisco Opera, darunter L’incoronazione di Poppea und Giulio Cesare in Egitto, oder der Lyric Opera of Chicago, darunter Roméo et Juliette und ihre Rheingold-Fricka, sowie Norma mit Joan Sutherland an der Canadian Opera Company.

### Krankheit und Tod
Obwohl ihr Mammakarzinom bereits Mitte der 1980er Jahre diagnostiziert wurde und sie unter zunehmenden Lampenfieber litt, trat Troyanos noch wenige Wochen vor ihrem Tod auf. Am 1. Mai 1993 hatte sie ihren letzten Auftritt an der Met, als Waltraute in der Götterdämmerung an der Seite von Gwyneth Jones. Im April und Mai sang sie – in New York und Boston – das Altsolo in Mahlers 3. Sinfonie. Sodann verkörperte sie – vom 12. Juni bis 1. Juli 1993 – die Clairon in Capriccio an der San Francisco Opera. Noch an ihrem Todestag sang sie im Lenox Hill Hospital für andere Patienten.
Tatiana Troyanos starb am 21. August 1993 im Alter von 54 Jahren in ihrer Heimatstadt. Sie wurde im Pinelawn Memorial Park auf Long Island bestattet. Zu ihren Ehren gab die Metropolitan Opera ein Gedenkkonzert.

## Repertoire

### Oper
- Bellini: Romeo in I Capuleti e i Montecchi
- Bellini: Adalgisa in Norma
- Berg Gräfin Geschwitz in Lulu
- Berlioz: Didon, Königin von Kartago in Les Troyens
- Bizet:Titelrolle in Carmen
- Cavalli: Diana in La Calisto
- Cimarosa: Elisetta in Il matrimonio segreto
- Donizetti: Giovanna Seymour in Anna Bolena
- Donizetti: Maffio Orsini in Lucrezia Borgia
- Gluck: Orfeo in Orfeo ed Euridice
- Humperdinck: Hänsel in Hänsel and Gretel
- Mascagni: Santuzza in Cavalleria rusticana
- Massenet: Charlotte in Werther
- Mozart: Cherubino in Le nozze di Figaro
- Mozart: Donna Elvira in Don Giovanni
- Mozart: Dorabella in Così fan tutte
- Mozart: Sesto in La clemenza di Tito
- Offenbach: Giulietta in Les Contes d'Hoffmann
- Puccini: Suzuki in Madama Butterfly
- Purcell: Dido in Dido and Aeneas
- Saint-Saëns: Dalila in Samson et Dalila
- Johann Strauss: Prinz Orlofsky in Die Fledermaus
- Richard Strauss: Clairon in Capriccio
- Richard Strauss: Octavian in Der Rosenkavalier
- Strawinsky: Jocaste inOedipus Rex
- Verdi: Amneris in Aida
- Verdi: Eboli in Don Carlos
- Wagner: Venus in Tannhäuser
- Wagner: Brangäne in Tristan und Isolde
- Wagner: Fricka in Das heingold
- Wagner: Waltraute in Götterdämmerung
- Wagner: Kundry in Parsifal

Uraufführungen
- Krzysztof Pendereckis: Priorin Jeanne in Die Teufel von Loudun, Hamburger Staatsoper 1969
- Philip Glass: Queen Isabella in The Voyage, Metropolitan Opera 1992

### Konzerte
Auch im Konzertsaal sang Troyanos überwiegend Opern – konzertant, so Händels Deidamia, Mozarts Mitridate, Donizettis Roberto Devereux und Bartóks Herzog Blaubarts Burg. Bartóks Oper sang sie in der Originalsprache unter Pierre Boulez, Georg Solti und Rafael Kubelík. 1984 übernahm sie die Hauptrolle in Monna Vanna, einem Opernfragment von Sergei Rachmaninow als Uraufführung mit dem Philadelphia Orchestra.
Troyanos sang aber auch Konzertarien und Alt-Soli in Orchesterwerken und Oratorien von Mozart, Beethoven, Brahms, Verdi, Ravel, Prokofiev, Schönberg und Berg, in Berliozs Les nuits d'été, Mahlers Rückert-Lieder oder Das Lied von der Erde. Auch als Konzertsängerin mit bedeutenden amerikanischen Orchestern bestehen zahlreiche Rundfunkaufnahmen, insbesondere mit dem Chicago Symphony Orchestra, mit dem sie von 1980 bis 1990 beim Ravinia Festival auftrat.
Troyanos bestritt auch mehrere Liederabende, debütierte 1978 in der Carnegie Hall und fand in ihrer späteren Laufbahn eine intensive Zusammenarbeit mit der Sopranistin Benita Valente.

## Diskographie (Auswahl)
- Bartók: Bluebeard's Castle – Judith (Boulez, 1976, Columbia/Sony)
- Beethoven: Symphony No. 9 (Böhm, 1970, DG)
- Bellini: I Capuleti e i Montecchi – Romeo (Caldwell/Scott, live 1975, VAI)
- Bellini: Norma – Adalgisa (Cillario, live 1975, Gala)
- Bellini: Norma – Adalgisa (Levine, 1979, Columbia/Sony)
- Bernstein: West Side Story – Anita (Bernstein, 1985, DG)
- Bizet: Carmen (Solti, 1975, Decca/London)
- Cavalieri: Rappresentatione di Anima, et di Corpo – Anima (Mackerras, 1970, DG Archiv)
- Donizetti: Lucrezia Borgia – Orsini (Rescigno, live 1973, Melodram)
- Handel: Giulio Cesare in Egitto – Cleopatra (Richter, 1969, DG)
- Mahler: Symphony No. 2, "Resurrection" (Boulez, live 1973, Documents)
- Mascagni: Cavalleria Rusticana – Santuzza (Schermerhorn, live 1976, Gala)
- Massenet: Werther – Charlotte (Plasson, 1979, EMI/Angel)
- Mozart: Così fan tutte – Dorabella (Leinsdorf, 1967, RCA/BMG)
- Mozart: Così fan tutte – Dorabella (Maag, live 1968, Mondo Musica)
- Mozart: Die Gärtnerin aus Liebe (La Finta Giardiniera) – Ramiro (Schmidt-Isserstedt, 1972, Philips)
- Mozart: Le Nozze di Figaro – Cherubino (Böhm, 1968, DG)
- Mozart: Le Nozze di Figaro – Marcellina (Levine, 1990, DG)
- Mozart: Missa Brevis in C, "Sparrow Mass" (Kubelik, 1973, DG)
- Penderecki: Die Teufel von Loudun – Jeanne (Janowski, 1969, DG)
- Purcell: Dido and Aeneas – Dido (Mackerras, 1967, DG Archiv)
- Purcell: Dido and Aeneas – Dido (Leppard, 1977, Erato/Apex)
- A. Scarlatti: Endimione e Cintia – Cintia (Lange, 1969, DG Archiv)
- Schoenberg: Gurrelieder – Wood Dove (Ozawa, 1979, Philips)
- Strauss: Ariadne auf Naxos – Composer (Böhm, live 1967, Melodram)
- Strauss: Ariadne auf Naxos – Composer (Böhm, 1969, DG)
- Strauss: Ariadne auf Naxos – Composer (Solti, 1977, Decca/London)
- Strauss: Capriccio – Clairon (Böhm, 1971, DG)
- Strauss: Der Rosenkavalier – Octavian (Böhm, live 1969, DG)
- Stravinsky: Oedipus Rex – Jocasta (Abbado, live 1969, Opera d’Oro/Memories)
- Stravinsky: Oedipus Rex – Jocasta (Bernstein, 1972, Columbia/Sony)
- Wagner: Götterdämmerung – Second Norn (Levine, 1989, DG)
- Wagner: Tannhäuser – Venus (Levine, 1982, DG)
- Auger, Janowitz and Troyanos in Concert – Handel, Mozart, Strauss (Eichhorn, live 1968, Originals/Bella Voce)
- Troyanos and Valente – Handel and Mozart, Arias & Duets (Rudel, 1991, MusicMasters/Musical Heritage)
- A Salute to American Music, Richard Tucker Music Foundation Gala XVI – Copland, "At the River" (Conlon, 1991, RCA/BMG)
- Tatiana Troyanos in Recital – Schumann, "Frauenliebe und -leben"; Rachmaninoff, Ravel, Rossini, Bizet, Mahler (Levine, piano, live 1985, VAI, released 1999)

Operngesamtaufnahmen
- Penderecki: Die Teufel von Loudun. Als Jeanne. Dirigent: Marek Janowski (1969)
- Mascagni: Cavalleria Rusticana. Als Santuzza. Dirigent: James Levine (1978)
- Verdi: Don Carlo. Als Eboli. Dirigent: James Levine (1980)
- Mozart: La Clemenza di Tito. Als Sestop. Dirigent: James Levine (1980)
- Bellini: Norma. Als Adalgisa. Dirigent: Richard Bonynge (1981)
- Strauss: Der Rosenkavalier. Als Octavian Dirigent: James Levine (1982)
- Wagner: Tannhäuser. Als Venus Dirigent: James Levine (1982)
- Berlioz: Les Troyens. Als Didon. Dirigent: James Levine (1983)
- Strauss: Ariadne auf Naxos.Als Komponist. Dirigent: James Levine (1988)
- Strauss: Capriccio. Als Clairon. Dirigent: Donald Runnicles (1993)

DVD
- In Concert At The Met. Mit Plácido Domingo, Dirigent: James Levine (1982)
- The Making Of West Side Story. Dirigent: Leonard Bernstein (1985)
- George London: A Tribute. Darauf mit Troyanos und George London: Mozart, Deh, per questo istante. Radiosinfonieorchester Wien, Dirigent: Heinrich Hollreiser (1984)
- The Unanswered Question: Poetry of Earth (6): Stravinsky, Oedipus Rex – Jocasta Dirigent: Leonard Bernstein (1972)

## Nachrufe
Cori Ellison schrieb in seinem Nachruf für Opera News: „Die Troyanos hatte eine paradoxe Stimme — ‚larger than life‘ und doch sehr menschlich, brillant und doch warm, lyrisch und doch dramatisch, eine Stimme, die man nach ein paar Tönen wiedererkennt und niemals vergisst“.
Der Dirigent James Levine, der mehr als zwanzig Jahre mit Troyanos zusammen gearbeit hatte, äußerte sich: „Tatiana Troyanos war außergewöhnlich intensiv, schön - und elegant in so unterschiedlichen Rollen wie Eboli, Santuzza, Geschwitz, Venus, Kundry, Jocasta, Carmen, und Giulietta, neben ihren großartigen Darstellungen in Hosenrollen“.
Im Nachruf des Boston Globe hieß es: „Eine der tonangebenden Sängerinnen ihrer Generation“.